# 日髙祥博
日髙 祥博（ひだか よしひろ、1963年7月24日 - ）は、日本の実業家。元ヤマハ発動機代表取締役社長、元日本自動車工業会副会長。技術経営・イノベーション賞経済産業大臣賞受賞。

## 人物・経歴
愛知県出身。
名古屋市立桜台高等学校を経て、1987年名古屋大学法学部法律学科卒業、ヤマハ発動機入社。
2013年MC事業本部第3事業部長。2014年執行役員MC事業本部第3事業部長。2015年執行役員MC事業本部第2事業部長。2016年執行役員MC事業本部第1事業部長。2017年取締役上席執行役員企画・財務本部長に昇格。2018年から代表取締役社長を務め、ロボティクス事業の強化などにあたった。2020年日本自動車工業会副会長、技術経営・イノベーション賞経済産業大臣賞受賞。
2024年9月16日、静岡県磐田市上本郷の自宅で就寝中、同居する33歳の娘に包丁で襲われ、抵抗した際に左肘付近に15cmほどの切創を負った。9月30日、「家族のケアに専念したい」として、ヤマハ発動機社長を辞任した。娘は10月4日、不起訴処分となった。静岡地方検察庁は理由不開示。